# Devon Newberry
Devon Nicole Newberry (* 20. Dezember 2000 in Mountain View, Kalifornien) ist eine US-amerikanische Beachvolleyballspielerin.

## Karriere

### Karriere Schule und Universität
An der Marymount High School betrieb die Schülerin ihren Sport in der Halle und im Sand. Sie wurde vier Mal Letterwinner in der Sporthalle und drei Mal im Freien. Sie erreichte während ihrer Schulzeit mehr als eintausend erfolgreiche Angriffsaktionen für ihr Volleyballteam. Ihre Mannschaft stand 2018 im Endspiel der California Interscholastic Federation-Southern Section (CIF-SS). Newberry erhielt Auszeichnungen als PrepVolleyball Sophomore of the Year 2016 und als Junior 2017. 2020 siegte sie in elf Begegnungen sechs Mal mit zwei verschiedenen Partnerinnen an der UCLA. Mit Lindsey Sparks stand sie in der folgenden Saison in 21 Spielen auf der gleichen Seite des Netzes. Davon gingen nur vier verloren. Sechs Siege aus zehn Partien mit Lea Monkhouse und einer mit Cami Sanchez kamen hinzu. In diesem Jahr gewannen die Bruins die Pac-12 Meisterschaft und standen im Finale der NCAA-Championship. 2022 startete die in Santa Monica aufgewachsene Sportlerin in 35 Partien mit Jaden Whitmarsh. Das Resultat waren 28 Siege. Eine Spielzeit später bildeten zunächst Marlie Monserez und Whitmarsh ein Duo, da Newberry zwischenzeitlich operiert worden war und deshalb den Saisonbeginn verpasste. Zum Ende der Spielzeit war jedoch das Beachpaar des Vorjahres wieder gefragt und half mit, erneut die Ligameisterschaft zu gewinnen und das Landesfinale zu erreichen. Für die Niederlage im Endspiel waren die beiden nicht verantwortlich. Sie konnten gegen die Trojans ihr Spiel für sich entscheiden. Auch bei der Halbfinalniederlage gegen Florida State 2022 gewannen Newberry und Whitmarsh ihre Begegnung. Für ihre herausragenden Leistungen wurde die Athletin 2021 und 2022 zusammen mit ihrer jeweiligen Partnerin als All-Pac-12 First Team, 2022 als Pac-12 Championship All-Tournament Team sowie 2023 als NCAA All-Tournament Team ausgezeichnet. 2024 stand die Bruins im Zeitraum von vier Jahren zum dritten Mal im Finale der nationalen Meisterschaft und zum dritten Mal hieß der Sieger Southern Cal. Auch Devon Newberry und ihre Partnerin Peri Brennan gehörten zu den Endspielverliererinnen, zuvor hatten die beiden zweiunddreißig Siege bei sechs Niederlagen erzielt. Drei Begegnungen waren vorzeitig beendet worden, da die siegreiche Hochschule schon feststand.

### Karriere AVP und FIVB
Parallel zu Ausbildung und Sport in Schule und Universität war die Studentin zunächst auch schon bei der amerikanischen und etwas später bei der internationalen Beachserie aktiv. So unternahm sie 2017 drei Versuche, um das Hauptfeld bei Turnieren der AVP-Tour zu erreichen, scheiterte jedoch jedes Mal. Ein Jahr später überstand sie gemeinsam mit Lindsey Sparks bei ebenfalls drei Versuchen jedes Mal die Qualifikation. Ein Sieg im Hauptwettbewerb der Veranstaltungen gelang den beiden jedoch nicht. Auch beim  Vier-Sterne-Event der FIVB von Huntington Beach im gleichen Jahr scheiterten sie in der Vorausscheidung. Wesentlich besser lief es für sie bei Turnieren der Jugendlichen. Sowohl bei der U19-Weltmeisterschaft als auch bei der Jugendolympiade, bei der sie in der Runde der letzten Acht die späteren Olympiaviertelfinalistinnen Daniela Álvarez und Tania Moreno bezwingen konnten, standen sie in der Vorschlussrunde. Nach einem weiteren vierten Platz beim NORCECA Continental Tour Event in La Paz 2019 an der Seite von Peri Brennan konzentrierte sich Newberry in folgenden drei Jahren auf Aktivitäten an der Hochschule mit Ausnahme zweier AVP Wettbewerbe 2021. Sie belegte mit Delaynie Maple in Manhattan Beach den geteilten siebzehnten und mit Macy Jerger in Chicago den geteilten dreizehnten Rang.
2023  wurden Newberry und Whitmarsh bei Turnieren der amerikanischen Serie in Virginia Beach Fünfte und in Hermosa Beach Siebte. Die Kalifornierinnen standen ein Jahr später beim Contender Event in Denver zum ersten Mal gemeinsam auf dem Treppchen, wenn auch nur auf der untersten Stufe. Im Dezember des gleichen Jahres wurden sie bei ihrem ersten Futures gleich Dritte. In der folgenden Saison folgte bei ihrem zweiten Wettkampf der World Beach Pro Tour in Maunganui gleich der erste Sieg außerhalb des Hochschulsports. Zwei Wochen später gelang ihnen ihr bis dahin wertvollste Erfolg, als sie beim Challenge von Yucatan zunächst die Qualifikation überstanden, anschließend mit zwei Siegen als Dritte im Pool weiterkamen, sowohl die Runde der 24 als auch Achtel- und Viertelfinale siegreich beendeten und nach der Niederlage gegen die ersten Pro Tour Gewinnerinnen des Jahres Valentina Gottardi und Claudia Scampoli ihre eigenen Landsfrauen Kimberly Hildreth / Teegan Van Gunst im Spiel um Bronze in drei Sätzen bezwingen konnten.

## Auszeichnungen
- 2021: All-Pac-12 First Team
- 2022: All-Pac-12 First Team
- 2022: Pac-12 Championship All-Tournament Team
- 2023: NCAA All-Tournament Team[5]

## Persönliches
Die Athletin hat eine ältere Schwester namens Emily und ist die Tochter von Jodi and Dennis Newberry. Sie hat einen Bachelor-Abschluss in Soziologie.